# Ю Соён
Ю Соён (кор. 유소영; род. 29 марта 1986 года, более известная мононимно как Соён) — южнокорейская актриса и певица. Наиболее популярна как бывшая участница гёрл-группы After School (2009).
Как актриса известна второстепенными ролями в дорамах «Одержимые мечтой 2» (2012) и «Высшее общество» (2015).

## Карьера
Впервые как участница After School Соён появилась в декабре 2008 года во время совместного выступления с Сон Дам Би. Ранее принимала участие в ТВ-шоу и конкурсах. Она дебютировала в составе группы в начале 2009 года, но в том же году её и покинула по состоянию здоровья, а также для того, чтобы заняться актёрской карьерой.

## Личная жизнь
В июне 2018 года стало известно, что Соён состоит в отношениях с профессиональным гольфистом Го Юн Суном. В апреле 2019 года пара рассталась.

## Фильмография
| Год  |   | Русское название       | Оригинальное название        | Роль        |
| ---- | - | ---------------------- | ---------------------------- | ----------- |
| 2009 | с | Ты прекрасен           | You're Beautiful             | Камео       |
| 2011 | с | Женщины нашего дома    | My Bittersweet Life          | Ли Сэ Ра    |
| 2012 | с | Одержимые мечтой 2     | Dream High 2                 | Пак Сун Дон |
| 2012 | с | Мисс Панда и Мистер Ёж | Ms Panda and Mr Hedgehog     | Кан Ын Би   |
| 2013 | с | Ты стала моей звездой  | Came To Me And Became A Star | Чон А       |
| 2014 | с | Ты моя, только моя     | You're Only Mine             | Кан Сон А   |
| 2015 | с | Высшее общество        | High Society                 | Чан Со Хён  |
| 2017 | ф | Дрянные девчонки       | Beastie Girls                | Чжи Ён      |